# اوندراتیتسه
اوندراتیتسه (به چکی: Ondratice) یک منطقهٔ مسکونی در جمهوری چک است که در ناحیه پروستییوو واقع شده‌است.
 اوندراتیتسه ۳٫۲ کیلومتر مربع مساحت و ۳۴۴ نفر جمعیت دارد و ۲۷۱ متر بالاتر از سطح دریا واقع شده‌است.